# Semali
Semali is een bestuurslaag in het regentschap Kebumen van de provincie Midden-Java, Indonesië. Semali telt 2402 inwoners (volkstelling 2010).